# Rafflesia cantleyi
Rafflesia cantleyi este o specie de plante parazite din genul Rafflesia, familia Rafflesiaceae, ordinul Malpighiales, descrisă de Hermann Maximilian Carl Ludwig Friedrich zu Solms-Laubach. Conform Catalogue of Life specia Rafflesia cantleyi nu are subspecii cunoscute.